# Bobby Moore (voetballer)

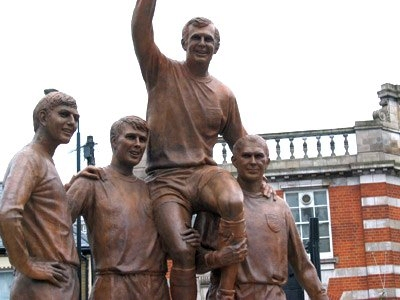
Bobby Moore (op de schouders), beeld van Philip Jackson

Robert ("Bobby") Frederick Chelsea Moore (Barking, 12 april 1941 – Wandsworth, 24 februari 1993) was een Engels voetballer en voetbaltrainer.
Hij begon zijn profcarrière in 1960 bij West Ham United, waar hij als schooljongen al speelde. Twee jaar later al vertegenwoordigde hij Engeland tijdens het WK in Chili. Zijn eerste hoofdprijs won Moore in 1964, toen West Ham United de FA Cup won door een zege op Preston North End. Het volgende seizoen volgde de European Cup Winners Cup, na een overwinning op 1860 München.
Tijdens het WK 1966 was Bobby Moore aanvoerder van de Engelse ploeg. Hij had een belangrijk aandeel in de Engelse eindzege door zijn uitstekende verdedigen. In de finale tegen West-Duitsland gaf hij ook twee voorzetten, die teamgenoot Geoff Hurst afrondde. Het beeld van Moore die de Jules Rimet-trofee ontvangt uit handen van Koningin Elizabeth staat in het Engelse collectieve geheugen gegrift.
Vier jaar later was Moore nog steeds aanvoerder van Engeland, maar het WK verliep veel minder positief. Tijdens een trainingskamp in Colombia werd hij gearresteerd op verdenking van winkeldiefstal. Uiteindelijk werd hij vrijgelaten en niet vervolgd. Engeland werd in de kwartfinale uitgeschakeld, waarna Moore zijn interlandcarrière in 1973 beëindigde. Hij speelde in totaal 108 interlands.
Een jaar later vertrok Moore naar Fulham. Daarmee haalde hij opnieuw de FA Cup-finale, maar die werd, nota bene tegen West Ham United, verloren. Daarna speelde hij een paar seizoenen in de North American Soccer League. Zijn loopbaan na het voetbal was niet erg succesvol; hij mislukte als trainer en in de zakenwereld. Ook was hij actief als analist in sportprogramma's.
In 1981 speelde Moore mee in de film Escape to Victory. Daarin speelde hij aan de zijde van Pelé, Sylvester Stallone, Michael Caine, Paul van Himst en anderen. Zij zijn krijgsgevangenen in een Duits kamp en spelen een voetbalwedstrijd tegen de Duitsers.
In 1993 werd bij hem darmkanker geconstateerd. Bobby Moore overleed kort daarna op 51-jarige leeftijd. Pelé, vriend van Moore sinds hun ontmoeting op WK 1966, sprak op zijn begrafenis.
Op 11 mei 2007 werd een standbeeld van Moore onthuld dat staat voor het nieuwe Wembleystadion.

## Erelijst
West Ham United
- FA Cup: 1963/64
- FA Charity Shield: 1964
- European Cup Winners' Cup: 1964/65

 Eastern
- Hong Kong Senior Challenge Shield: 1981/82

 Engeland
- FIFA WK: 1966
- British Home Championship:
  - Gewonnen: 1964/65, 1965/66, 1967/68, 1968/69, 1970/71, 1972/73
  - Gedeeld: 1963/64, 1969/70, 1971/72

### Individueel
- Ballon d'Or: tweede plaats in 1970
- FWA Footballer of the Year: 1964
- West Ham United – Player of the Year: 1961, 1963, 1968, 1970
- FIFA WK – All-Star Team: 1966
- BBC Sports Personality of the Year: 1966
- Officer of the Order of the British Empire: 1967
- UEFA Euro – Team of the Tournament: 1968
- World Soccer – World XI: 1968, 1969
- Toegevoegd aan de English Football Hall of Fame: 2002
- UEFA Jubilee Awards – Greatest English Footballer of the last 50 Years (Golden Player): 2003
- FIFA WK – All-Time Team: 1994
- FIFA Order of Merit: 1996
- Wereldelftal van de twintigste eeuw: 1998
- Number 6 met pensioen door West Ham United: 2008 (postuum)
- PFA Player of the Century: 2007
- PFA Team of the Century (1907 tot 2007):
  - Team of the Century 1907–1976
  - Overall Team of the Century
- World Soccer – Greatest XI of All Time: 2013
- 100 Greatest Britons: 2002
- Football League 100 Legends
- IFFHS – All-time Men's B Dream Team: 2021